# Estadio Asiad de Busan
El Estadio Asiad de Busan (부산아시아드주경기장 en hangul, Busan Asiad Main Stadium en inglés) es un estadio multifuncional ubicado en la portuaria ciudad metropolitana de Busan (en hangul: 부산광역시 Busan Gwangyeoksi) en Corea del Sur. Es el estadio donde juega de local el Busan I'Park en la K-League.
El estadio aparece con el nombre de Nakhon Ratchasima en el juego Pro Evolution Soccer en su versión 2011 y 2012.

## Copa Mundial de Fútbol de 2002
- ver Copa Mundial de Fútbol de 2002.

| Fecha      | Selección     | Resultado | Selección | Ronda   |
| ---------- | ------------- | --------- | --------- | ------- |
| 02-06-2002 | Paraguay      | 2 - 2     | Sudáfrica | Grupo B |
| 04-06-2002 | Corea del Sur | 2 - 0     | Polonia   | Grupo D |
| 06-06-2002 | Francia       | 0 - 0     | Uruguay   | Grupo A |